# Gesta Romanorum
Gesta Romanorum (tạm dịch: "Sự tích của người La Mã") là hợp tuyển các giai thoại được biên soạn bằng tiếng Latin trong khoảng thế kỷ XIII hoặc XIV, từng chiếm vai trò phổ biến nhất đương thời và gây ảnh hưởng tích cực cho các tác gia Geoffrey Chaucer, John Gower, Giovanni Boccaccio, Thomas Hoccleve, William Shakespeare cùng nhiều người khác. Trứ tác giả được cho là Helinandus hoặc Petrus Berchorius nhưng đây vẫn là điều gây tranh cãi trong học giới Anh, Pháp và Đức.

## Lịch sử
Tác phẩm này rõ ràng là một sách giáo khoa cho các nhà giảng thuyết, mà nội dung dày đặc những giai thoại được truyền khẩu từ lâu tại Hi Lạp và La Mã, châu Âu và châu Á, nhưng được liên kết bởi tinh thần hướng đạo. Ngày nay, Gesta Romanorum tồn tại ở dạng tam sao thất bản, thậm chí được sao lại bằng tiếng Anh hoặc tiếng Đức nhiều lần.